# Policarpo Petrocchi

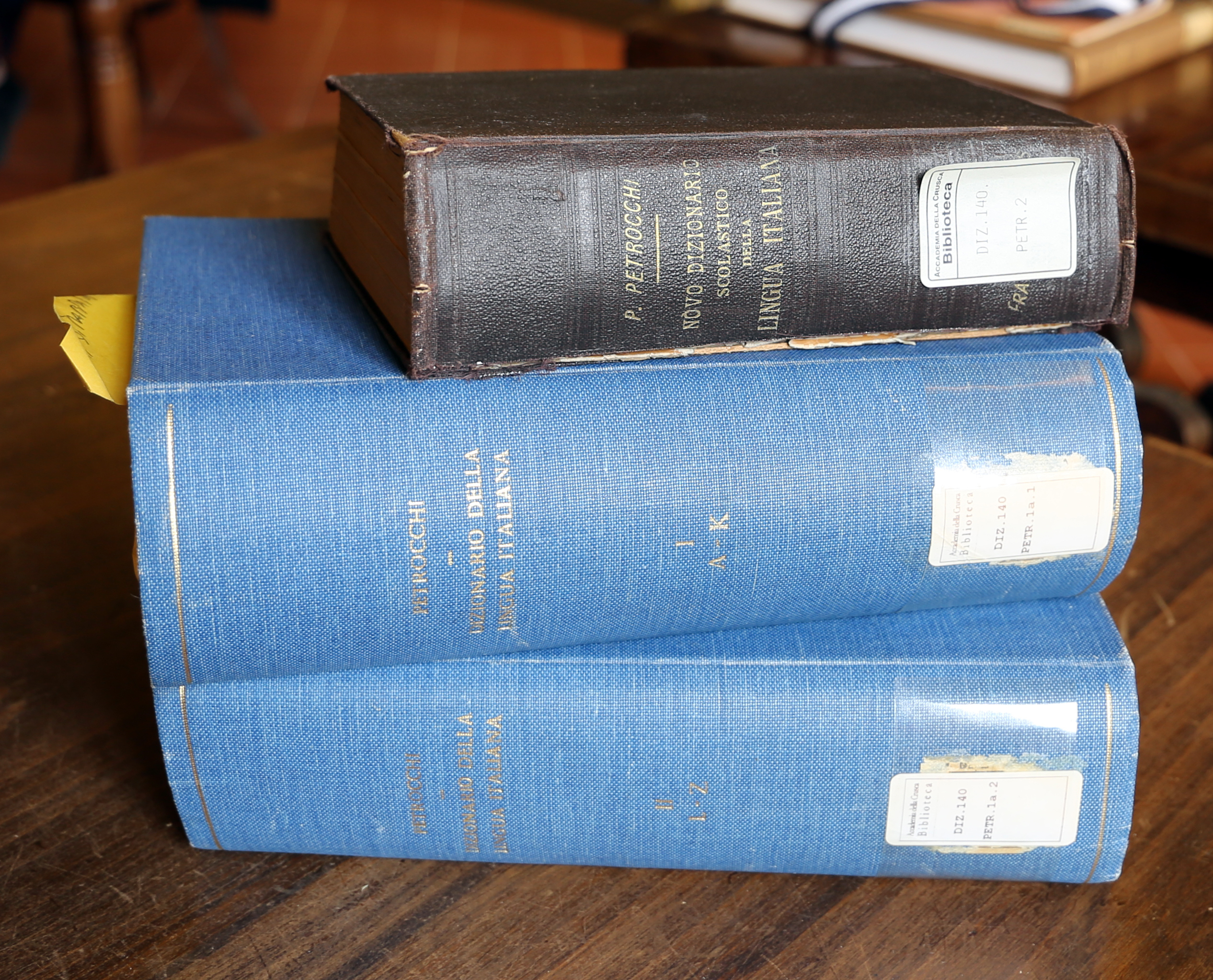
Il dizionario Petrocchi presso la biblioteca dell'Accademia della Crusca

Policarpo Petrocchi (Pistoia, 16 marzo 1852 – Pistoia, 25 agosto 1902) è stato uno scrittore, filologo e lessicografo italiano.

## Biografia

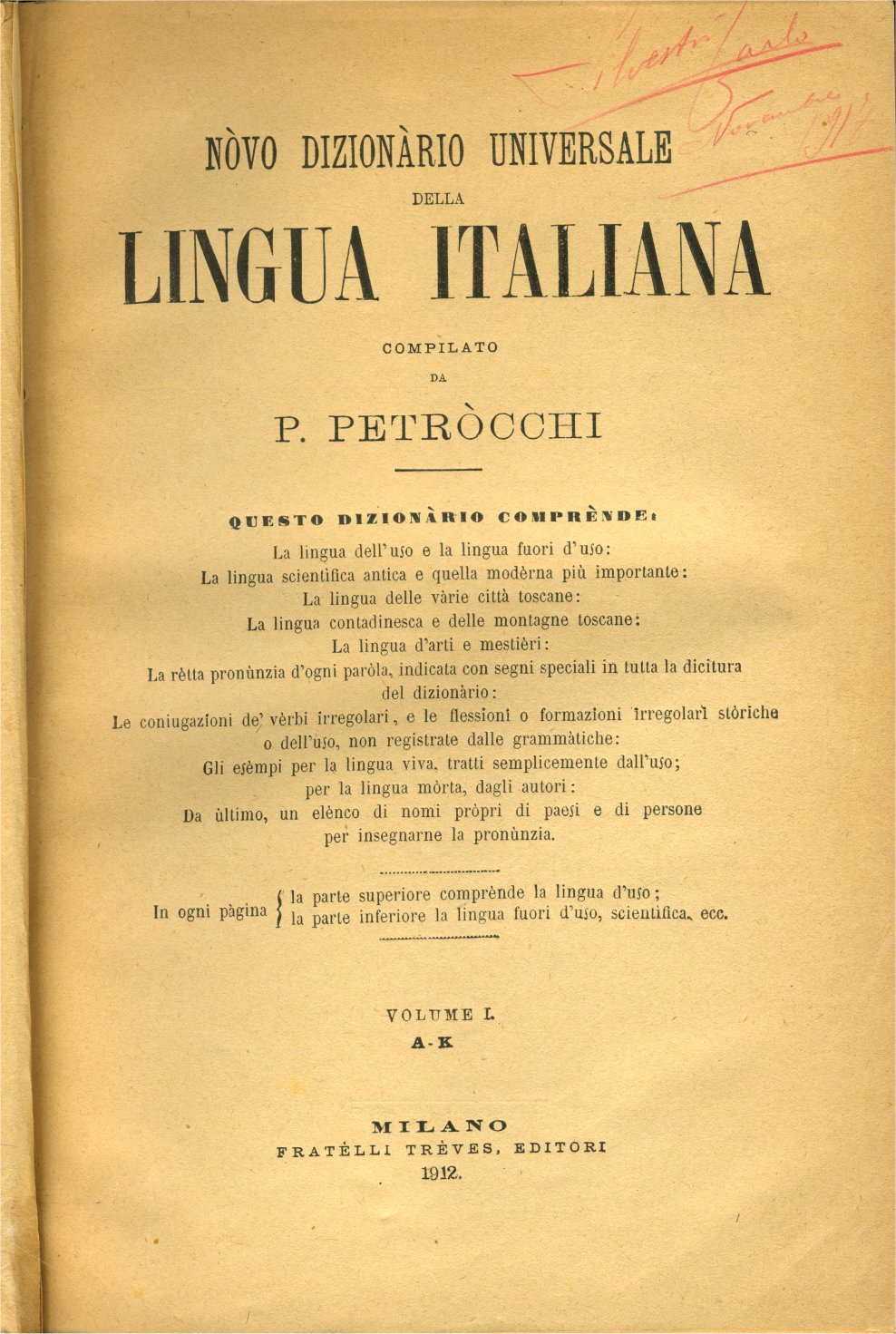
Frontespizio del primo volume del Novo dizionario di Policarpo Petrocchi, nell'edizione del 1912

Nato e vissuto a Castello di Cireglio (località montana del comune di Pistoia), dedicò la sua vita all'insegnamento e agli studi filologici, lasciando ai posteri come principale eredità il suo vocabolario, detto "il Petrocchino". Si deve infatti a Petrocchi uno dei primi vocabolari della lingua italiana, pubblicato a dispense fra il 1884 ed il 1890 a Milano dalla casa editrice dei fratelli Treves e ristampato più volte successivamente fino al 1931. il  Novo dizionario universale della lingua italiana fu per oltre mezzo secolo il vocabolario più diffuso in Italia, perché dava l'indicazione esatta della pronuncia, separando nettamente la lingua viva dalla lingua morta ed era ricchissimo di esempi raccolti dallo stesso autore. Lo scopo del Novo Dizionario era quello, cominciando fin dai banchi della scuola elementare, di unificare linguisticamente un Paese scarsamente alfabetizzato e diviso dai dialetti.
Secondo Petrocchi infatti:
Petrocchi fu inoltre autore di una notevole produzione letteraria e saggistica tra cui la commedia I vespri, il libro di novelle Nei boschi incantati, Letture toscane, il libro pacifista La guerre per il quale fu eletto vincitore del premio Siccardi nel 1899 e l'opera postuma Il mio paese.
Morì improvvisamente il 25 agosto 1902 nel suo paese di Castello di Cireglio che, sebbene il lavoro e lo studio lo avessero portato a spostarsi tra Torino, Roma e Milano, non aveva mai realmente abbandonato.
Molti suoi manoscritti sono tuttora conservati presso la biblioteca San Giorgio nel comune di Pistoia. La biblioteca ha curato la realizzazione di un sito web dal quale sono accessibili le diverse tipologie di risorse documentarie collegate a Petrocchi, consultabile a partire dalla home page della biblioteca.

## Riconoscimenti

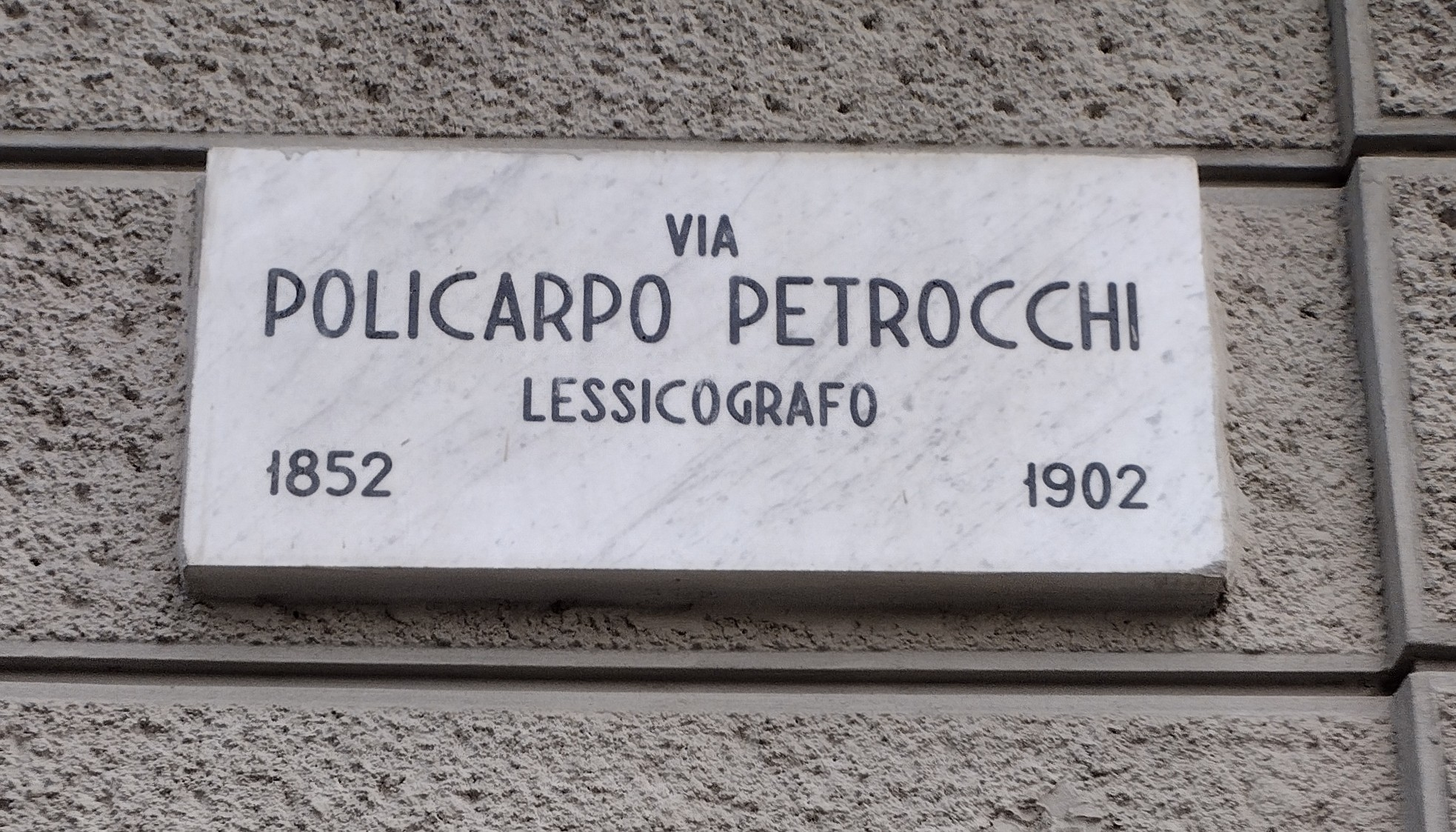
Via Policarpo Petrocchi - Torino

Al suo nome la città natale ha dedicato un viale cittadino e un liceo artistico. Vi sono anche vie intitolate a Policarpo Petrocchi a Milano (zona 2), a Torino (presso la Cittadella) e a Firenze (zona Castello).
Il 18 marzo 2021, la giunta comunale di Pistoia ha approvato l'istituzione del parco Policarpo Petrocchi il cui centro sarà a Castello di Cireglio.